# Vasa sjöfartsmuseum

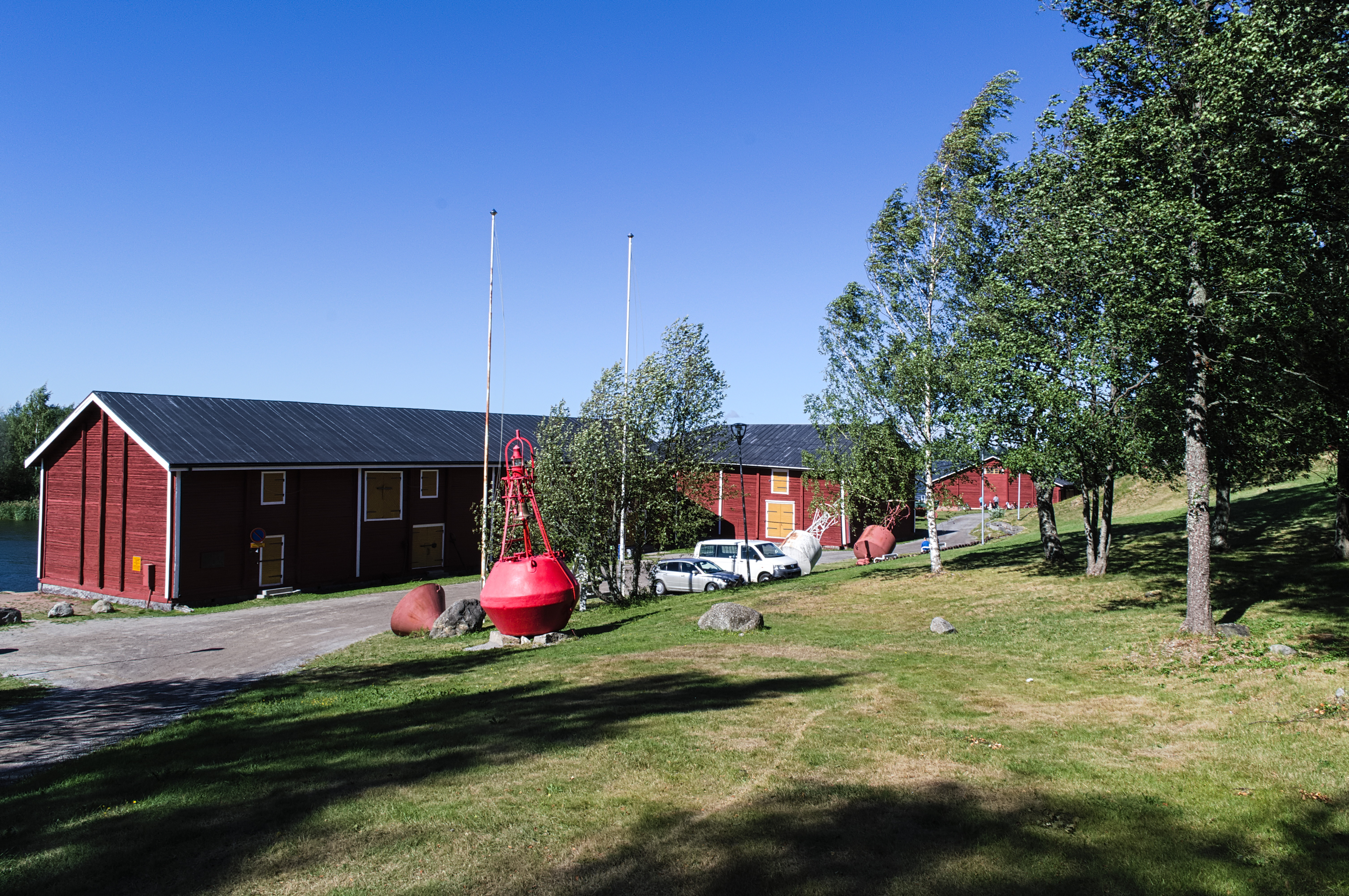
Vasa sjöfartsmuseum är inrymt i ett saltmagasin från 1800-talet.

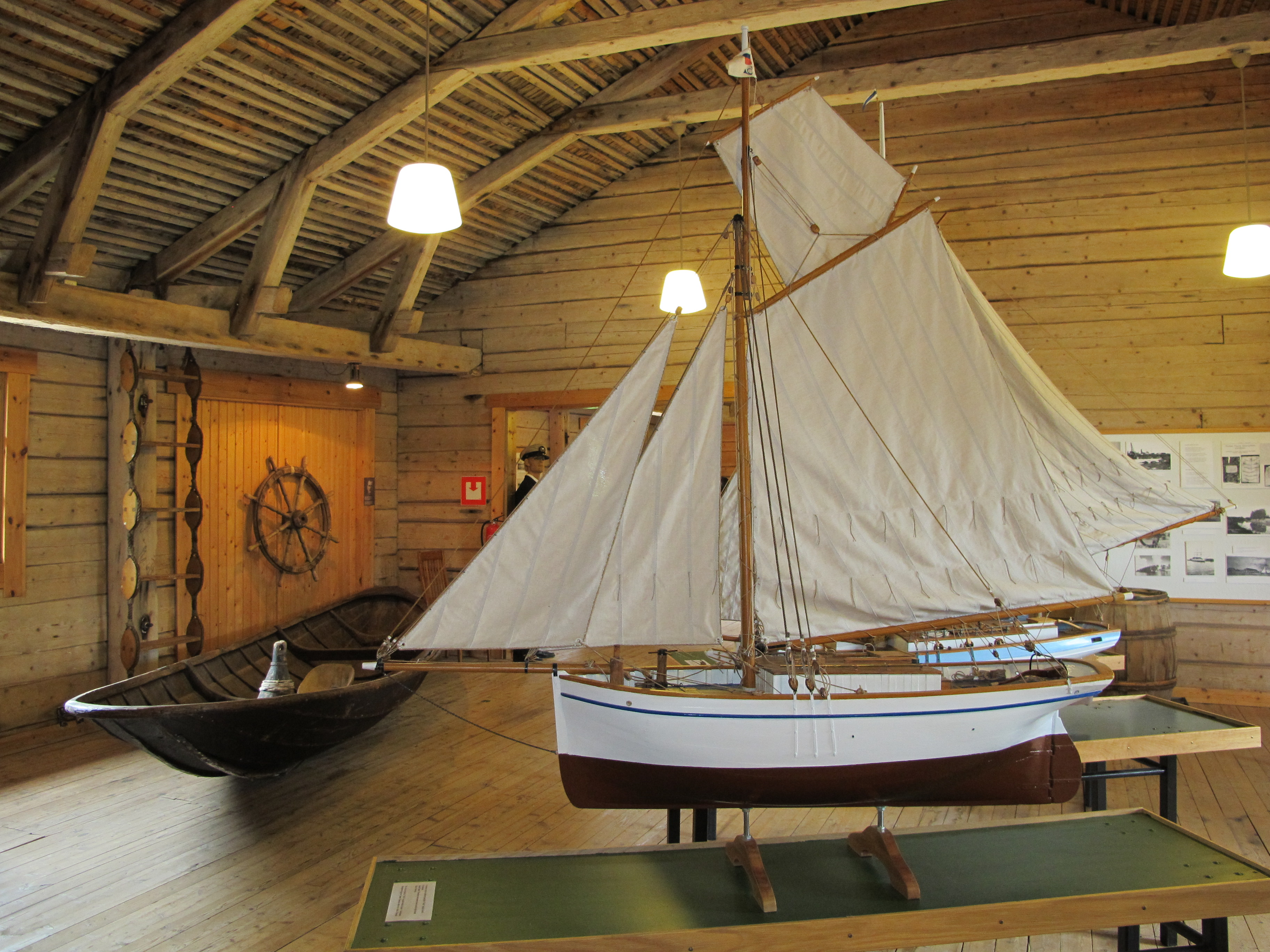
Interiörbild från 2013.

Vasa sjöfartsmuseum är ett museum som presenterar staden Vasas sjöfartstraditioner. Museet är inrymt i ett gammalt saltmagasin vid Brändö sund, en plats som länge var stadens yttre hamn och ett centrum för skeppsbyggeri. Den fasta utställningen uppvisar foton, miniatyrmodeller, vrakfynd och andra föremål som berättar om ämnen som Kvarkens fyrar, skeppsvrak i Kvarken och kryssningstrafiken Umeå–Vasa. Här finns en utställning av cirka hundra olika båtmotorer från Vasas omkring 14 olika motortillverkare. På museets övre våning finns en samling miniatyrmodeller av allt från segelfartyg till ångbåtar och moderna kryssningsfärjor.
I en backe invid museet finns fem stenar utplacerade för att illustrera den kraftiga landhöjningen i Kvarken. Saltmagasinet som museet verkar i uppfördes av redaren och skeppsbyggaren Carl Gustaf Wolff. På byggnadens yttervägg finns en relief gjord av Voitto Kantokorpi till Wolffs minne. Reliefen föreställer Wolff i halvprofil, en flotta av barkbåtar, en ångbåt och stora segel samt logon för Vasas 400-årsjubileum. Verket avtäcktes 12 augusti 2006.
Museet drivs av Vasa sjöhistoriska förening. På 2010-talet ville föreningen överlåta verksamheten till det kommunala Österbottens museum men nekades av ekonomiska skäl.